# けんけら

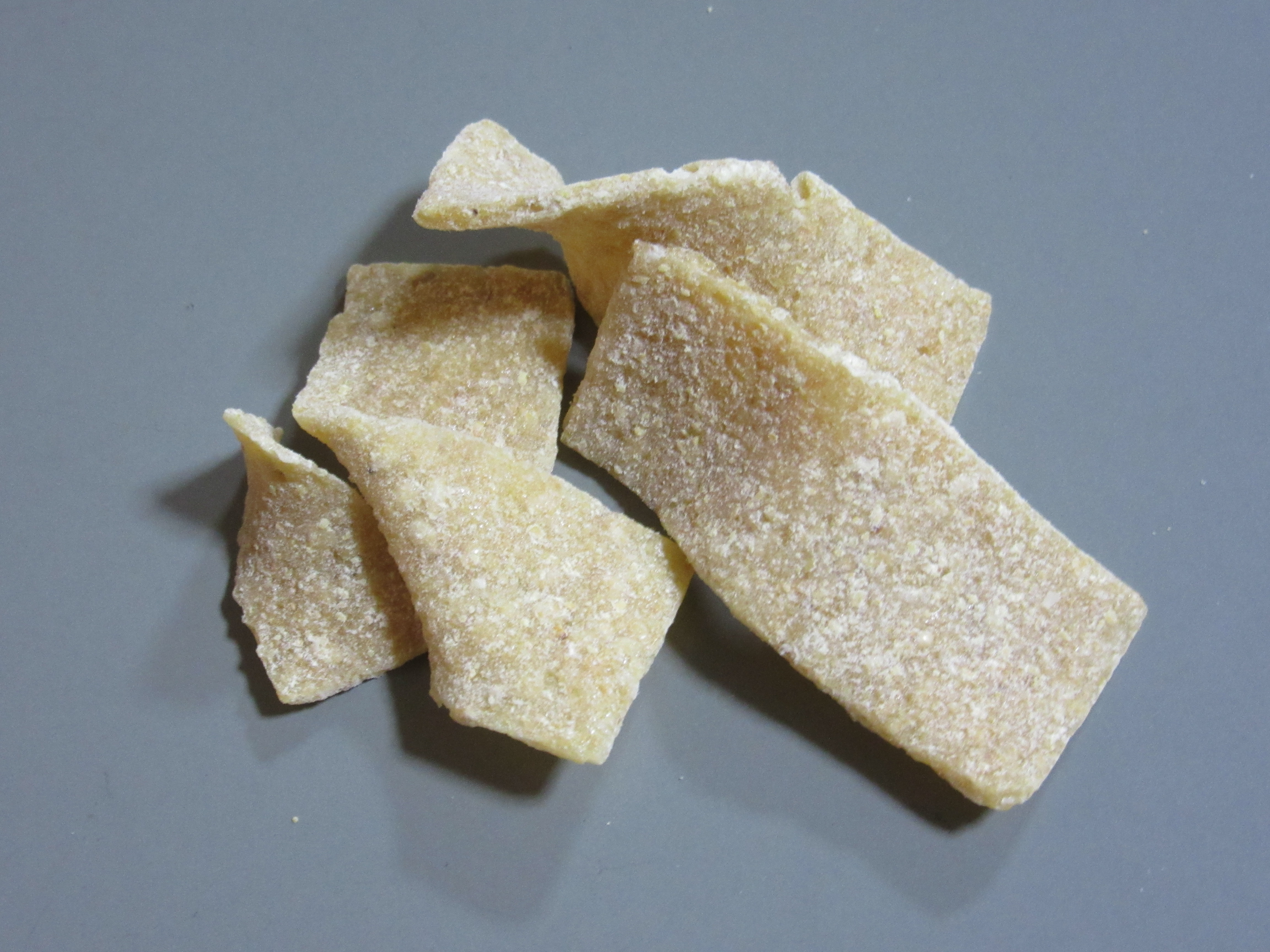
けんけら。大野市の銘菓である

けんけらは、福井県大野市の名物菓子（干菓子）。地元産の大豆の粉に白ごま、水飴・砂糖を加えて練ったものを薄くのばし、焙炉にかけて加熱し、短冊状に切ったのちにひねってきな粉をまぶしたもので、かなり硬い菓子である。1711年創業の朝日屋が元祖とされる。
発祥には諸説あり、寛元年間（1243年-1247年）、宝慶寺（曹洞宗の古刹で、大本山・永平寺の第二道場でもある）の健径羅（けんけいら）という僧が、師のためにつくり、この僧の名が菓子になったという説、大野藩の藩主がこの菓子を褒め「賢家来」（けんけら）の銘を与えたという説、剣で切らなければ切れないほどの固さであったため（剣切羅）という説などがあるが、実際には菓子の立てる軽やかな音をそのまま菓名にしたものとみられる。
よく似た菓子に岐阜県高山の郷土菓子の斐太国撰（穀煎）がある。